# Delta Momma Blues
| Recensione     | Giudizio        |
| -------------- | --------------- |
| AllMusic       | [ 1 ]           |
| Sputnikmusic   | 4.1 (Excellent) |
| Piero Scaruffi | [ 3 ]           |

Delta Momma Blues è il quarto album di Townes Van Zandt, pubblicato dalla Poppy Records nel 1971. Il disco fu registrato (circa) nella primavera del 1970 al Century Sound Studios di New York City, New York (Stati Uniti).

## Tracce
Brani composti da Townes Van Zandt, eccetto dove indicato
Lato A
1. FFV – 3:30 (Brano tradizionale, arrangiamento di Townes Van Zandt)
2. Delta Mama Blues – 3:47 (Caddo Parish Studdard, Matthew Moore, Townes Van Zandt)
3. Only Him or Me – 2:27
4. Turnstyled, Junkpiled – 3:25
5. Tower Song – 4:00

Lato B
1. Come Tomorrow – 2:35
2. Brand New Companion – 4:30
3. Where I Lead Me – 2:46
4. Rake – 3:10
5. Nothin' – 2:45

## Musicisti
- Townes Van Zandt - voce, chitarra
- Ronald Frangipane - arrangiamenti (strumenti ad arco), produttore
- altri musicisti non accreditati